# Каракуш

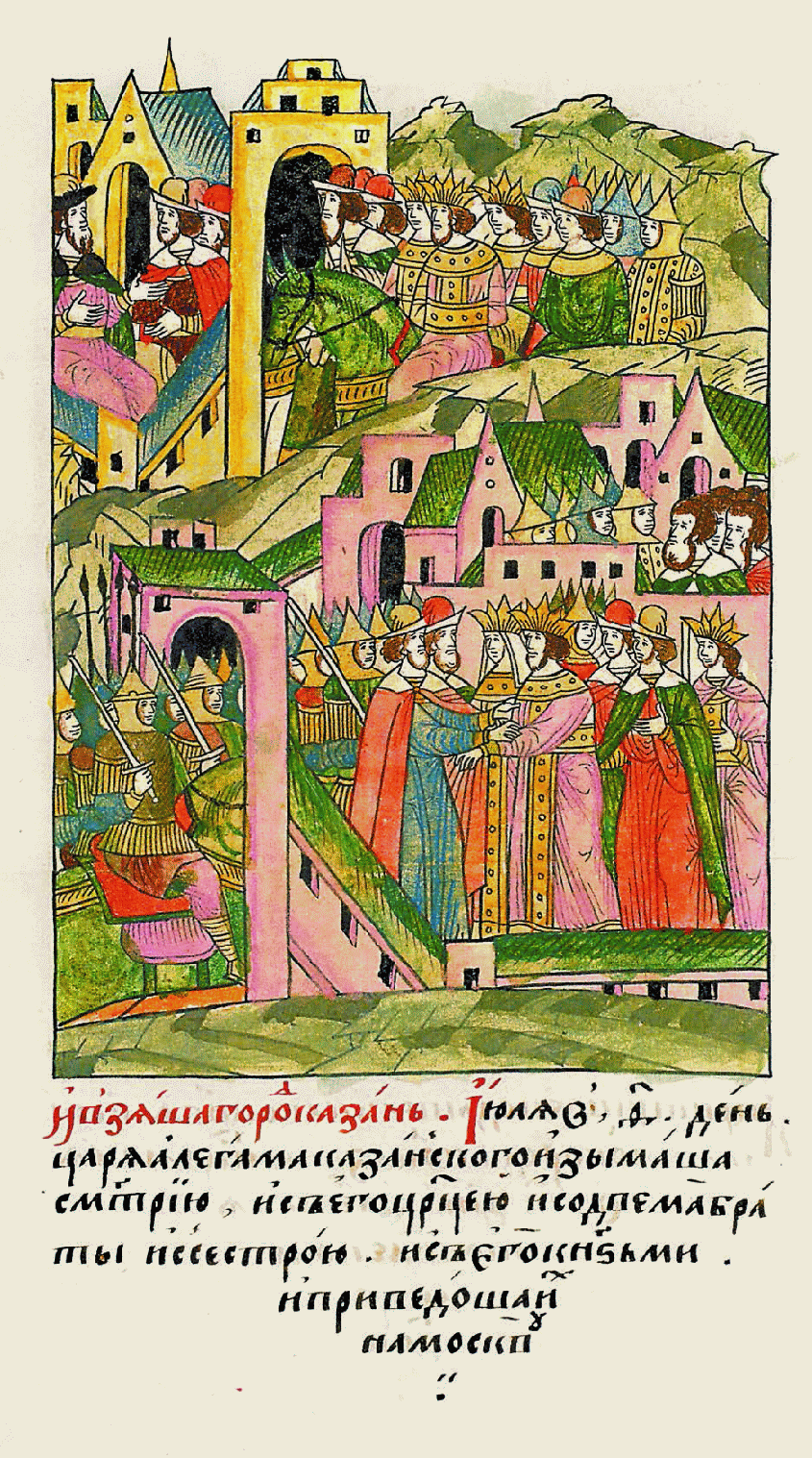

Каракуш (вт. пол. XV - нач. XVI в.) — дважды казанская ханша, дочь ногайского бия Ямгурчи. 
Первый муж — казанский хан Ильхам (Алихан), сослана с ним в Вологду. Ногаи и сибирский хан Ибак неоднократно обращались к русскому правительству с просьбой отпустить хана, или только Каракуш в ногайскую орду. 
После смерти Ильхама в Вологде выдана за казанского хана, московского ставленника и единокровного брата Ильхама Мухаммед-Амина. Брак этот последовал сразу за браком Мухаммеда Амина с другой ногайской принцессой Фатимой, дочерью бия Мусы, то есть двоюродной сестрой Каракуш. Таким образом, казанский хан стал женат на дочерях двух братьев – наиболее значимых ногайских вождей Мусы и Ямгурчи.